# Batrachorhina semiluctuosa
Batrachorhina semiluctuosa är en skalbaggsart som först beskrevs av Leon Fairmaire 1901.  Batrachorhina semiluctuosa ingår i släktet Batrachorhina och familjen långhorningar.
Artens utbredningsområde är Madagaskar. Inga underarter finns listade.